# Nikki Sinclaire

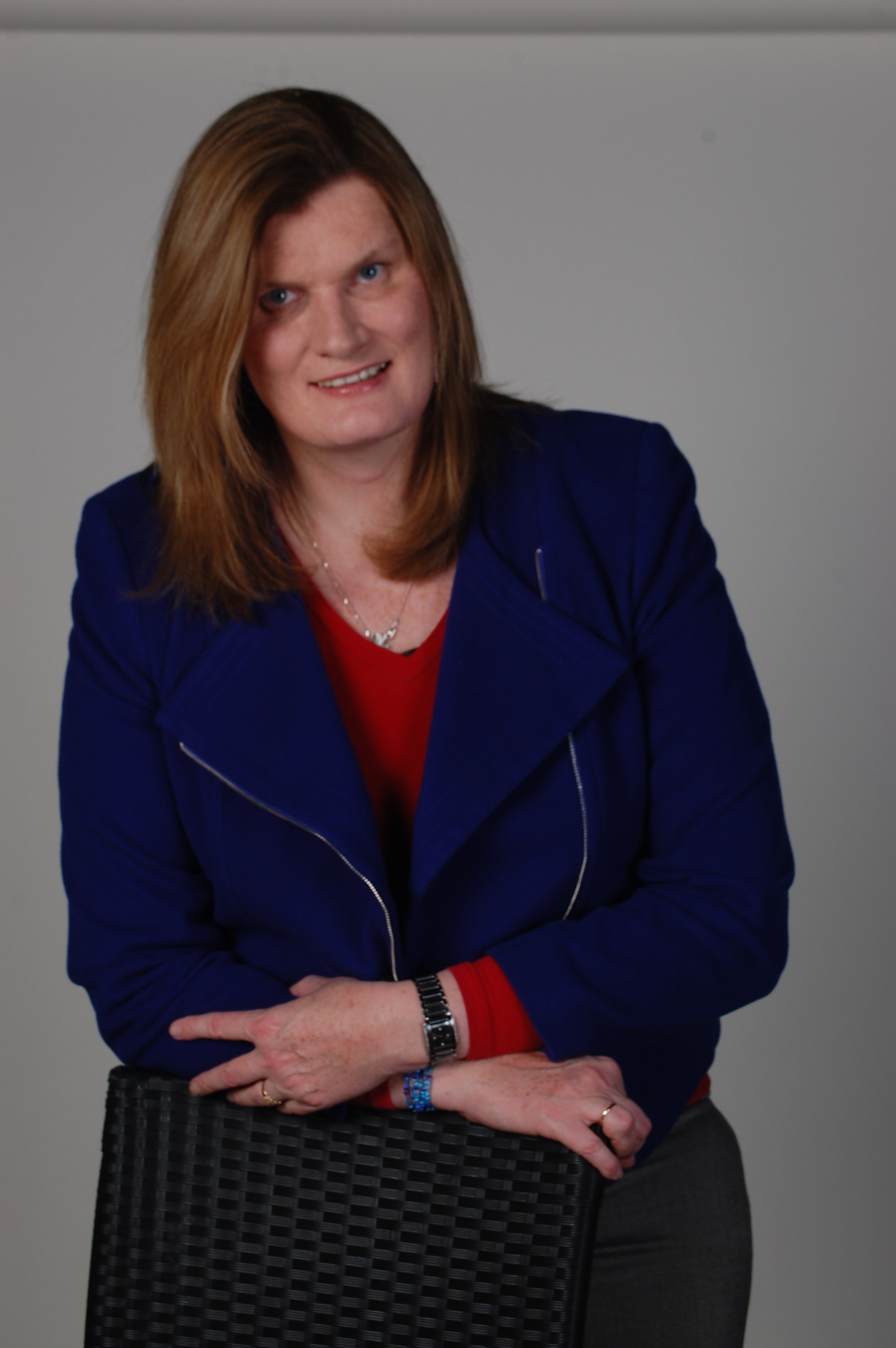
Nikki Sinclaire im April 2009

Nicole Nikki Sinclaire (* 26. Juli 1968 in London) ist eine britische Politikerin und von 2009 bis 2014 Mitglied des Europäischen Parlaments. Bis 2010 gehörte sie der UK Independence Party (UKIP) an.

## Leben
Nach ihrer Schulzeit engagierte sich Sinclaire in der Politik. Sinclaire wurde bei der Europawahl 2009 in das Europäische Parlament gewählt, wo sie zunächst der EU-skeptischen Fraktion Europa der Freiheit und der Demokratie angehörte. Aufgrund von Konflikten mit dem Fraktionsvorsitzenden Nigel Farage verließ sie die Fraktion zum 18. Januar 2010. Daraufhin wurde sie am 4. März aus der Partei UKIP ausgeschlossen. Am 13. September 2012 gründete Sinclaire die We Demand a Referendum Party (Wir fordern ein Referendum-Partei), mit der sie zur Europawahl 2014 antrat, jedoch, genauso wenig wie ihre ebenfalls antretenden Parteifreunde, gewählt wurde.
Die offen homosexuell lebende Autorin Sinclaire schreibt unter anderem Artikel für die Webseite gay.pinknews.